# HMS Hibernia (1905)
Pour les autres navires du même nom, voir HMS Hibernia.
Le HMS Hibernia est un cuirassé pré-Dreadnought de classe King Edward VII de la Royal Navy.

## Histoire
Le Hibernia est mis en service le 2 janvier 1907 pour servir de navire du contre-amiral commandant l'Atlantic Fleet. Il est transféré à la Channel Fleet pour servir en tant que navire du contre-amiral le 27 février 1907. Pendant cette période, William Boyle est son commandant en second. En janvier 1909, il devient le navire du vice-amiral commandant la flotte. Dans le cadre d'une réorganisation de la flotte le 24 mars, la Channel Fleet devient la 2e division de la Home Fleet. Le 14 juillet 1910, il est percuté par la barque Loch Trool juste après la collision de ce dernier avec le cuirassé Britannia, mais le Hibernia ne subit aucun dommage notable. En janvier 1912, il est relevé dans la deuxième division par le cuirassé Orion et réduit à un équipage de base dans la troisième division au Nore.
En janvier 1912, des expériences aéronautiques commencent à Sheerness à bord du cuirassé Africa, au cours desquelles a lieu le premier lancement britannique d'un avion depuis un navire, un biplan Short S.27 piloté par le commandant Charles Rumney Samson. L’Africa transfère son équipement de décollage, y compris une piste construite sur son pont avant au-dessus de sa tourelle avant de 12 pouces et s'étendant de son pont à sa proue, au Hibernia en mai, le Hibernia accueille d'autres expériences. Samson décolle du Hibernia lors de la Royal Fleet Review dans la baie de Weymouth, en Angleterre. Au cours de l'examen de la flotte, le roi George V est témoin d'un certain nombre de vols à Portland sur une période de quatre jours. Le Hibernia transfère son équipement d'aviation au cuirassé London. Sur la base des expériences, la Royal Navy conclut que les avions sont utiles à bord des navires pour le repérage et à d'autres fins, mais que l'interférence avec le tir des canons causée par la piste construite au-dessus du pont avant et le danger et l'impossibilité de récupérer les hydravions qui se sont posés dans l'eau en dehors d'un temps calme amenuisent les opportunités. Cependant, l'aviation navale à bord commence dans la Royal Navy et devient une partie importante des opérations de la flotte en 1917.
Dans le cadre d'une réorganisation de la flotte en mai, le Hibernia et ses sister-ships (Africa, Britannia, Commonwealth, Dominion, Hindustan, King Edward VII et Zealandia) sont affectés à la formation du 3rd Battle Squadron. Le Hibernia est remis pleinement en service le 14 mai en tant que deuxième vaisseau amiral de l'escadre. L'escadre est détachée en Méditerranée en novembre en raison de la première guerre balkanique : il est arrivé à Malte le 27 novembre et participe à un blocus par une force internationale du Monténégro et à une occupation de Scutari. L'escadre retourne au Royaume-Uni en 1913 et rejoint la Home Fleet le 27 juin.
Lors du déclenchement de la Première Guerre mondiale en août 1914, la 3rd Battle Squadron, alors sous le commandement du vice-amiral Edward Eden Bradford, est affecté à la Grand Fleet et basé à Rosyth, où elle est renforcée par les cinq unités de la classe Duncan. Elle complète les croiseurs de la Grand Fleet dans la Northern Patrol, le Hibernia continue son service en tant que deuxième navire amiral de l'escadre. Le 6 août, le lendemain de la déclaration de guerre de la Grande-Bretagne à l'Allemagne, des éléments de la Grand Fleet partent inspecter la côte norvégienne à la recherche d'une base navale allemande violant la neutralité norvégienne. La 3rd Battle Squadron fournit un soutien à distance à l'opération. Aucune base de ce type n'a été trouvée et les navires retournent au port le lendemain. Le 14 août, les navires de la Grand Fleet partent en mer pour s'entraîner au combat avant d'effectuer un balayage dans la mer du Nord plus tard dans la journée et jusqu'au 15 août. Le 2 novembre 1914, l'escadre est détachée pour renforcer la flotte de la Manche et rebasée à Portland. Il revient à la Grand Fleet le 13 novembre 1914.
La 3rd Battle Squadron fait des patrouilles dans la Manche et empêche la proximité de la navire allemande des côtés du Royaume-Uni. Le 23 janvier 1915, les 1re et 2e escadres de croiseurs sortent pour tendre une embuscade au I. Aufklärungsgruppe, ceci aboutit à la bataille du Dogger Bank le lendemain. Plus tard le 23, le reste de la Grand Fleet, y compris le Hibernia, sort pour soutenir les croiseurs de bataille. Les navires de la 3rd Battle Squadron partent les premiers et atteignent les navires de la Harwich Force, qui avaient signalé des contacts avec des navires allemands. Les croiseurs de bataille sont intervenus les premiers, et Hibernia et ses sœurs sont arrivées vers 14h00, heure à laquelle les croiseurs de bataille avaient coulé le croiseur Blücher et les autres navires allemands avaient fui. L'escadre patrouille la zone avec le reste de la Grand Fleet pendant la nuit avant d'être détaché le 25 janvier pour se rendre à Rosyth.
La Grand Fleet fait ensuite principalement des patrouilles en mer du Nord.
En novembre 1915, une division de la 3rd Battle Squadron composée du Hibernia (qui sert de navire amiral du commandant de division, le contre-amiral Sydney Fremantle et des cuirassés Zealandia, Russell et Albemarle est détachée pour servir dans la campagne des Dardanelles. Les navires quittent Scapa Flow le 6 novembre 1915 ; l’Albemarle subit de lourds dommages lors d'une tempête la première nuit du voyage et doit revenir pour des réparations, assisté du Hibernia et accompagné du Zealandia. Les Hibernia, Zealandia et Russell arrivent aux Dardanelles le 14 décembre 1915. Le Hibernia sert de cuirassé de secours à Kephalo et couvre l'évacuation des plages V et W au cap Helles les 8 et 9 janvier 1916. Plus tard en janvier, le Hibernia stationne à Mílos au cas où il devrait couvrir une évacuation de la force française en Thessalonique.
Avant la fin janvier, le Russell le relève en tant que vaisseau amiral divisionnaire et le Hibernia retourne au Royaume-Uni, étant réaffectée à la Grand Fleet à son arrivée à Devonport Dockyard le 5 février 1916. Il subit un carénage en février et mars 1916 avant de rejoindre la Grand Fleet. Le 29 avril 1916, la 3rd Battle Squadron est rebasée à Sheerness, et le 3 mai 1916, il est séparé de la Grand Fleet, transféré au Nore Command. Le Hibernia y reste avec l'escadre jusqu'en octobre 1917. En 1917, les dix canons de 6 pouces du Hibernia sont retirés de leurs casemates parce qu'ils furent inondés par une mer agitée et remplacés par quatre canons de 6 pouces sur le pont-abri supérieur. Six des armes retirées sont transférées au monitor HMS Marshal Ney. En octobre 1917, le Hibernia quitte la 3rd Battle Squadron et va dans la réserve du Nore à Chatham Dockyard, où il sert de navire d'hébergement de débordement.
En septembre 1918, le commandant en chef de la Grand Fleet, l'amiral Earl Beatty, demande qu'une grande cible soit fournie pour l'entraînement des cuirassés. Pour répondre à cette exigence, on suggère que le Hibernia, il devra cependant être modifié ; finalement le Agamemnon est disponible et sélectionné à la place. En juillet 1919, le Hibernia est placé sur la liste d'élimination à Chatham, et le 8 novembre 1921, il est vendu pour démolition à la Stanlee Shipbreaking Company de Douvres. Il est revendu à la Slough Trading Company en 1922, revendue à nouveau à des démolisseurs allemands, et remorquée en Allemagne pour être démantelée en novembre 1922.